# Jugoslavien ved sommer-OL 1928
Jugoslavien deltager i Sommer-OL 1928. 34 sportsudøvere fra Jugoslavien deltog i seks sportsgrene under Sommer-OL 1928 i Amsterdam. Jugoslavien kom på en fjortende plads med en guld- en sølv- og tre bronzemedaljer.

## Medaljer
| 1928 Amsterdam | Guld | Sølv | Bronze | Total |
| Jugoslavien    | 1    | 1    | 3      | 5     |

## Medaljevindere
| Jugoslavien under OL 1928 Amsterdam | Jugoslavien under OL 1928 Amsterdam                                                                                 | Jugoslavien under OL 1928 Amsterdam | Jugoslavien under OL 1928 Amsterdam | Jugoslavien under OL 1928 Amsterdam |  |
| Medaljer                            | Udøver | Sport                               | Øvelse                              | Resultat                            |  |
| ----------------------------------- | --- | ----------------------------------- | ----------------------------------- | ----------------------------------- |  |
| Guld                                | Leon Štukelj | Gymnastik                           | Ringe                               | 19,25                               |  |
| Sølv                                | Jože Primožić | Gymnastik                           | Barre                               | 18,50                               |  |
| Bronze                              | Stane Derganc | Gymnastik                           | Spring over hest                    | 9,46                                |  |
| Bronze                              | Leon Štukelj | Gymnastik                           |                                     | 244,875                             |  |
| Bronze                              | Edvard Antosiewicz Dragutin Cioti Stane Derganc Boris Gregorka Anton Malej Janez Porenta Jože Primožić Leon Štukelj | Gymnastik                           |                                     | 1648,750                            |  |